# Toirano
Toirano ist eine kleine italienische Gemeinde mit 2715 Einwohnern (Stand 31. Dezember 2023) in der Provinz Savona an der ligurischen Küste.

## DieGrotte di Toirano

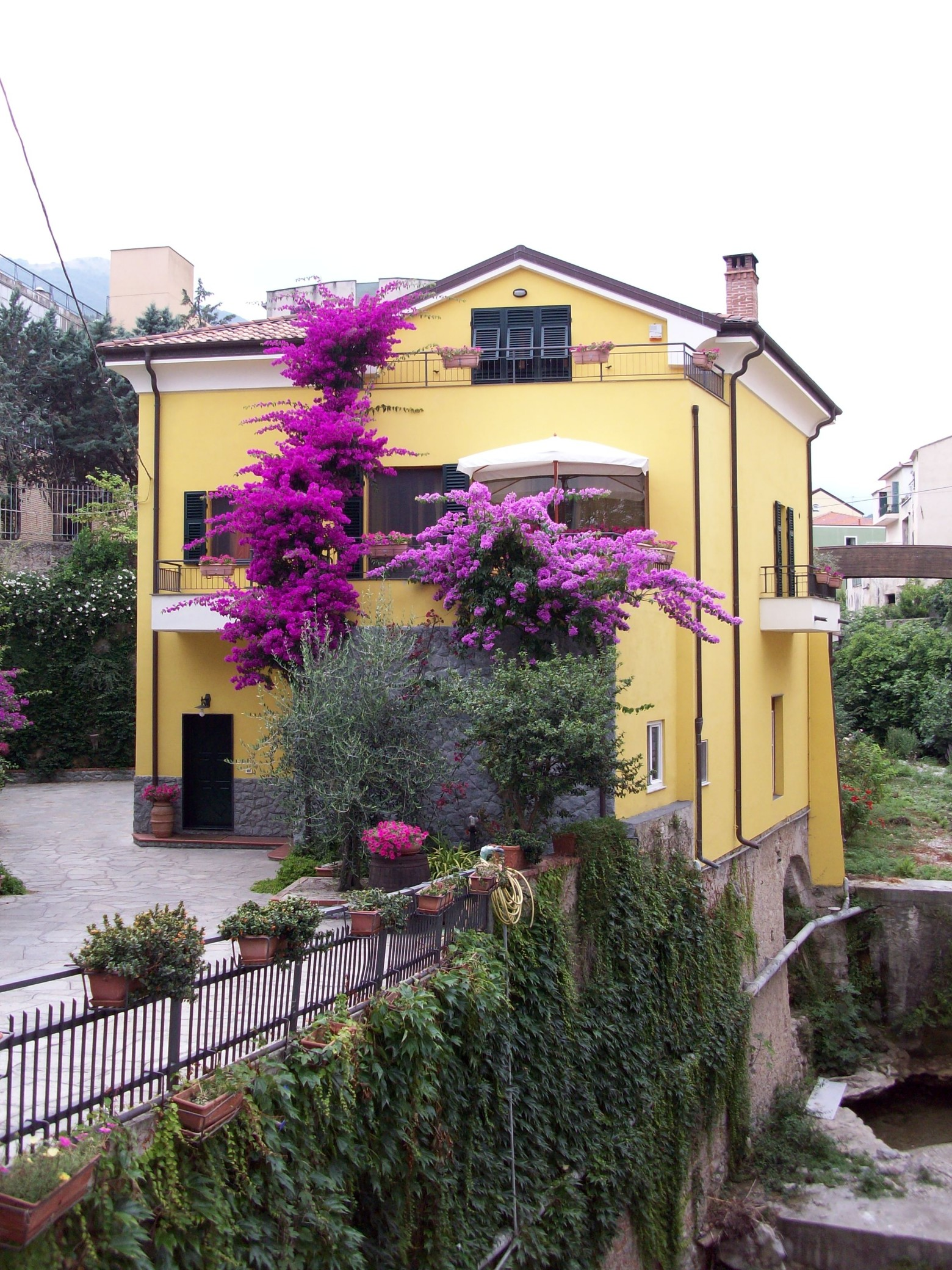
Bougainvillea Farbenpracht im Zentrum Toiranos

Bekannt ist Toirano für die Grotte di Toirano. Dieses Höhlensystem liegt in einer kargen Region am Ende des Vallone del Vero, etwa 7 km von der Küste entfernt. Im Massiv befinden sich etwa 70 Tropfsteinhöhlen.
Die Höhle ist seit 1890 erforscht, 1953 als Schauhöhle geöffnet, eine der touristischen Hauptattraktionen im Hinterland der Riviera di Ponente. Jedes Jahr kommen weit über 100.000 Besucher. Zugänglich sind die verbundenen Grotta della Bàsura und Grotta di San Lucia Inferiore. Angeblich 12.000 Jahre alte Spuren von „Urmenschen“ und Höhlenbären sind neben riesigen Tropfsteinen Attraktionen der Höhle.
Hinter dem Ausgang befindet sich auf dem Rückweg in der Felswand eine alte Kapelle, santuario rupestre genannt, die ebenfalls besichtigt werden kann. In ihr befindet sich ein Zugang zu einer weiteren Höhle – der Grotta di San Lucia Superiore. Die Grotta del Colombo, in der Knochenfragmente des Homo heidelbergensis gefunden wurden, ist nur für wissenschaftliche Zwecke begehbar. Im Ort befindet sich das Museum Museo Etnografico della Val Varatella, in dem Fundstücke aus den Höhlen gezeigt werden.